# ヴァンパイア男子寮
『ヴァンパイア男子寮』（ヴァンパイア ドミトリー）は、遠山えまによる日本の漫画作品。『なかよし』（講談社）にて、2018年12月号から2022年8月号まで第1シーズンが、2023年1月号から2024年7月号まで第2シーズンが連載された。2023年10月時点で累計発行部数が25万部を突破している。
2023年6月13日、本作の公式イメージソングのMVを公開。同日に公式イメージアルバムもデジタル配信されている。

## 登場人物
声の項はテレビアニメ版の声優。
山本 美人（やまもと みと）
声 - 市ノ瀬加那
本作の主人公。誕生日は3月10日。見た目は美少年だが、実際は少女で「男の格好だと変態に狙われないから」という理由で男装している。
両親を亡くしたことがあり、親戚にも見放され天涯孤独になってしまう。生活のために男装してバイトをしていたが、バイト先を追い出され、途方に暮れていたところをルカに拾われ、エサになることを条件に彼と男子寮で同居することになった。
早乙女 ルカ（さおとめ ルカ）
声 - 土岐隼一、日向未南（子供）
吸血鬼。男子寮にて高校生として日々を過ごしており、カフェではバイトをしている。
吸血鬼界のリーダーを目指そうと運命の女を探し回る。拾った美人のことは少年であると思っている。
二階堂 蓮（にかいどう れん）
声 - 梅原裕一郎、村井美里（幼い蓮・子供蓮）
ルカの同級生。美人をルカから守るとするも好きになり、美人が少女であることも知っている。
小森（こもり）
声 - 羽多野渉
ルカがバイトをしているカフェのオーナーおよび執事。実際は吸血鬼の始祖。
神楽坂 宝（かぐらざか たから）
声 - 白井悠介
美人・ルカの同級生で、ルカと同じカフェでバイトをしている。
樹里（じゅり）
声 - 榊原優希
美人の良き相談相手。宝のことが好きである。
ローティス
声 - 鳥海浩輔
蓮の父。吸血鬼界の次期リーダーの座を狙っており、そのために息子を利用している。
マリアン
声 - 森永千才
雌の黒猫。ローティスの悪だくみに加担している。

## 作風
ライターの杉村美奈によると、「学園逆ハーレム」という設定で、「男装女子」と「ヴァンパイア」という人気のあるジャンルを組み合わせており、「少女漫画の王道」としてよいところが組み合わされている作品である。要素が多いと設定が盛られがちであるが、本作は台詞などにより読みやすくなっている。個性派のイケメンが登場するのも魅力である。そのほか、三角関係や、メイン以外のキャラクターも本作の魅力である。

## 書誌情報
- 遠山えま『ヴァンパイア男子寮』講談社〈講談社コミックスなかよし〉、全14巻
  1. 2019年4月12日発売[14][15]、ISBN 978-4-06-515037-5
  2. 2019年8月9日発売[16]、ISBN 978-4-06-516756-4
  3. 2019年12月13日発売[17]、ISBN 978-4-06-518032-7
  4. 2020年6月11日発売[18]、ISBN 978-4-06-519929-9
  5. 2020年10月13日発売[19]、ISBN 978-4-06-520801-4
  6. 2021年2月12日発売[20]、ISBN 978-4-06-522277-5
  7. 2021年6月11日発売[21]、ISBN 978-4-06-523619-2
  8. 2021年10月13日発売[22]、ISBN 978-4-06-525688-6
  9. 2022年3月11日発売[23]、ISBN 978-4-06-527351-7
  10. 2022年8月12日発売[24]、ISBN 978-4-06-528484-1
  11. 2023年6月13日発売[25]、ISBN 978-4-06-532202-4
  12. 2023年11月13日発売[26]、ISBN 978-4-06-533674-8
  13. 2024年3月13日発売[27]、ISBN 978-4-06-534967-0
  14. 2024年7月11日発売[28]、ISBN 978-4-06-536189-4

## テレビアニメ
『なかよし』の創刊70周年と遠山のデビュー20周年を記念し、本作のテレビアニメ化を発表した。2024年4月から6月までTOKYO MXほかにて放送された。

### スタッフ
- 原作 - 遠山えま[7]
- 監督 - 長山延好[7]
- シリーズ構成 - 待田堂子[31]
- 助監督 - 石栗和弥[30]
- キャラクターデザイン - 靏田尚見[7]
- 総作画監督 - 靏田尚見、南波天、中山和子
- 衣装デザイン - 箱田ななみ[30]
- プロップデザイン - 大出翔平[30]、佐藤玲子[30]
- 美術設定 - 長澤順子[30]
- 美術監督 - 海野よしみ[30]
- 色彩設計 - 田中英里那[30]、山弥夕夏[30]
- 3Dモデリングディレクター - 吉武豊紋[30]
- 3Dエフェクトアーティスト - 國廣真章[30]
- 撮影監督 - 姫野めぐみ[30]
- 編集 - 岡祐司[30]
- 音響監督 - 立石弥生[30]
- 音響制作 - ビットグルーヴプロモーション
- 音楽 - 田山里奈[30]
- 音楽制作 - エイベックス・ピクチャーズ
- チーフプロデューサー - 飯泉朝一、松本整、東山敦、黒須信彦、秋田規行
- プロデューサー - 西浩子、張瞳、若林寛和
- アニメーションプロデューサー - 江里口武志
- アニメーション制作 - スタジオブラン[7]
- 製作 - 「ヴァンパイア男子寮」製作委員会[7]

### 主題歌
「Sugar Blood Kiss」
FANTASTICSによるオープニングテーマ。作詞は草野華余子、作曲はDirty OrangeとSHOW、編曲はDirty Orange。
「また あした」
山本美人（市ノ瀬加那）、早乙女ルカ（土岐隼一）、二階堂蓮（梅原裕一郎）によるエンディングテーマ。作詞は持田香織、作曲は小幡英之、編曲はSeonoo Kim。
Every Little Thingの楽曲のカバー。話数によっていずれかによるソロver.か、美人・ルカまたは美人・蓮のデュエットver.が使用される。

### 各話リスト
| 話数     | サブタイトル                 | 脚本       | 絵コンテ   | 演出     | 作画監督 | 初放送日      |
| -------- | ---------------------------- | ---------- | ---------- | -------- | --- | ------------- |
| LOVE 1.  | 美少年、拾われる。           | 待田堂子   | 長山延好   | 石栗和弥 | 靏田尚見 南波天 中山和子 BigOwl Qin Qiruo Zhou Junjie Ye Chang                                                                      | 2024年 4月7日 |
| LOVE 2.  | 美少年、狙われる。           | 待田堂子   | 木下大悟   | 杉阿椰子 | スタジオグラム ワン・オーダー RadPlus synod BigOwl 日影工房                                                                         | 4月14日       |
| LOVE 3.  | 美少年、お泊まりする。       | 待田堂子   | 石栗和弥   | 石栗和弥 | 露木愛里 靏田尚見 南波天 スタジオグラム synod 日影工房 Qin Qiruo Zhou Junjie Ye Chang Guo Ting Quan Wuji                            | 4月21日       |
| LOVE 4.  | 美少年、友だちになる。       | 森江美咲   | 石井輝     | 矢野孝典 | 露木愛里 スタジオグラム Fincrossed studio 日影工房 Zhu Zhi Feng Yang Guo Fu Zhang Huang Zhou Sun Zhenliang Xue Yuxin Yu Bo Guo Ting | 4月28日       |
| LOVE 5.  | 美少年、家出する。           | 上原莉恵   | 渡真利晃喜 | 上野謙矢 | synod RadPlus | 5月5日        |
| LOVE 6.  | 美少年、失恋する!?           | 横手美智子 | 石井輝     | 石井輝   | 靏田尚見 南波天 BigOwl RadPlus Kamiiru Animation Studio リテラ・ピクチャーズ Fincrossed studio                                      | 5月12日       |
| LOVE 7.  | 美少年、デートする。         | 森江美咲   | 石栗和弥   | 石栗和弥 | Quan Wuji synod スタジオグラム ワン・オーダー                                                                                       | 5月19日       |
| LOVE 8.  | 美少年、運命の出会いをする。 | 上原莉恵   | 西田健一   | 杉阿椰子 | synod Yi Fei Guo Ting Quan Wuji SON SOPHEAPANHA KHIEV SOTHINA KIM DA BIN LEE HYEONGEUI KIM JI WOO JUNG HYUNJIN                      | 5月26日       |
| LOVE 9.  | 美少年、パーティーにいく。   | 横手美智子 | 石井輝     | 和泉志郎 | 靏田尚見 中山和子 南波天 BigOwl synod STUDIO SEKAI                                                                                  | 6月2日        |
| LOVE 10. | 美少年、変身する。           | 横手美智子 | 渡真利晃喜 | 矢野孝典 | Yi Fei Sun Zhenliang Zhou Junjie Kim jinkyoung SON SOPHEAPANHA KHIEV SOTHINA Studio Mindo BigOwl スタジオグラム RadPlus             | 6月9日        |
| LOVE 11. | 美少年、溺れる。             | 待田堂子   | 西田健一   | 向山鶴美 | 南波天 synod Studio Mindo スタジオグラム                                                                                            | 6月16日       |
| LOVE 12. | 美少年、誓う!?               | 待田堂子   | いそわゆり | 石栗和弥 | Kamiiru Animation Studio synod RadPlus ワン・オーダー                                                                               | 6月23日       |

### 放送局
| 放送期間                | 放送時間                     | 放送局   | 対象地域   | 備考                            |
| ----------------------- | ---------------------------- | -------- | ---------- | ------------------------------- |
| 2024年4月7日 - 6月23日  | 日曜 23:30 - 月曜 0:00       | TOKYO MX | 東京都     |                                 |
|                         |                              | BS日テレ | 日本全域   | BS放送 / 『アニメにむちゅ〜』枠 |
| 2024年4月8日 - 6月24日  | 月曜 20:00 - 20:30           | AT-X     | 日本全域   | CS放送 / リピート放送あり       |
| 2024年4月10日 - 6月26日 | 水曜 3:30 - 4:00（火曜深夜） | 毎日放送 | 近畿広域圏 | 『アニメ特区』第3部             |

| 配信開始日   | 配信時間            | 配信サイト |
| ------------ | ------------------- | --- |
| 2024年4月7日 | 日曜 23:30 更新     | Lemino アニメタイムズ |
| 2024年4月9日 | 火曜 23:30 順次更新 | Hulu dアニメストア アニメ放題 U-NEXT J:COM STREAM ミルプラス AnimeFesta DMM TV ABEMA Amazon Prime Video FOD バンダイチャンネル クランクイン!ビデオ HAPPY!動画 ムービーフル カンテレドーガ music.jp ビデオマーケット |

### BD / DVD
| 巻 | 発売日        | 収録話         | 規格品番     | 規格品番     |
| 巻 | 発売日        | 収録話         | BD           | DVD          |
| -- | ------------- | -------------- | ------------ | ------------ |
| 1  | 2024年6月26日 | 第1話 - 第4話  | EYXA-14372/B | EYBA-14371/B |
| 2  | 2024年7月31日 | 第5話 - 第8話  | EYXA-14374/B | EYBA-14373/B |
| 3  | 2024年8月28日 | 第9話 - 第12話 | EYXA-14376/B | EYBA-14375/B |

## コラボレート
2019年11月より『なかよし』65周年を記念して、同誌の作品と東京都池袋にあるGraffArt CAFEがコラボレートイベントを開催。その「なかよしコラボカフェ」では、第3弾のラインナップとして本作が参加している。